# Дитя Макона
«Дитя Макона» (англ. The Baby Of Macon) — британский кинофильм 1993 года. Участник внеконкурсной программы МКФ в Каннах.

## Сюжет
Фильм-притча, снятый как фильм-спектакль, оформленный в декорациях театра XVII столетия.
В городе Маконе, где который год уже царит всеобщий разврат, в результате чего женщины стали бесплодными, нищая старуха с безобразным лицом внезапно производит на свет здорового красивого ребёнка. 
Жителями это воспринимается как «чудо», распространяются слухи, что настоящая мать — не она. Этим пользуется её честолюбивая дочь-девственница, которая объявляет, что именно она родила ребёнка в результате «непорочного зачатия». 
Безвольные власти и элита города, включая герцога Козимо Медичи, охотно используют эту ложь в своих интересах. Ребёнку начинают поклоняться как «святому», но вмешивается разгневанная церковь, и самоуверенность, жадность самой девушки приводит к трагедии.
На фоне разворачивающейся вакханалии, грань, разделяющая представление и действительность, в сознании зрителей постепенно растворяется в небытии...

## В ролях
- Джулия Ормонд — дочь
- Рэйф Файнс — сын епископа
- Филип Стоун — епископ
- Джонатан Лейси — Козимо Медичи
- Дон Хендерсон — духовник
- Селия Грегори — настоятельница
- Джеф Наттел — мажордом
- Джессика Хайнс — первая повитуха (в титрах Джессика Стивенсон)
- Кэтрин Хантер — вторая повитуха
- Габриэль Рейди — третья повитуха
- Фрэнк Эджертон — суфлёр
- Филим Макдермот — первый учитель
- Тони Фогель — отец

## Съёмочная группа
- Автор сценария и режиссёр: Питер Гринуэй
- Оператор: Саша Верни
- Художники: Бен ван Ос, Ян Рулфс